# 孫翊
孫翊（184年—204年），一名孙俨，字叔弼，吳郡富春（今浙江杭州富陽）人。東漢末年人物，東吳宗室，孫堅之三子，孫策、孫權之親弟。

## 生平

### 遷居江都
初平三年（192年），孫策在孫堅下葬後舉家移居江都，並在那裏遇到張紘，孫策決定向袁術請得父親舊部，佔領吳會以報父仇，並留孫翊在內的家屬給張紘照顧。

### 繼位人選
孫翊性格驍悍果烈，有其兄策之遺風。吳郡太守朱治舉薦為孝廉。孫翊嚴厲急躁，喜怒隨心所欲，朱治常常用道義向他責備數說。
建安五年（200年），與二兄孫權俱受司空曹操征辟。不久孫策去世，臨死前張昭等大臣希望孫策將兵權交給個性與孫策相似的三弟孫翊，但是孫策卻屬意二弟孫權，將印綬兵符交給了孫權。

### 鎮守丹楊
建安八年（203年），舅父吳景因已故驟逝，孫翊以偏將軍領丹楊太守，時年二十。當初孫權殺吳郡太守盛憲，盛憲以前的同僚孝廉媯覽、戴員逃亡匿藏於山中。孫翊到了丹楊上任後，以禮相待令媯覽為大都督督兵，戴員為郡丞。媯覽、戴員欲替盛憲報仇，與邊鴻親近，數次遭孫翊責難，於是密謀刺殺。因二哥孫權出討江夏太守黃祖，從而與其展開夏口之戰，他們就乘此找到機會實行計畫。
建安九年（204年），丹楊郡諸縣令長一齊會見孫翊，孫翊命妻子徐氏為他作宴卜卦，徐氏說卦相不佳有凶卦，勸孫翊不要設宴了，另尋其他時日。而孫翊認為縣吏等官員來了很久，應該儘快讓他們離開，於是開始送客。平時孫翊出入時都會配刀，但當時因有醉意，所以空手送客，由此邊鴻趁機從後斬殺孫翊。

### 妻報夫仇
當時郡中所有人都很忙碌，無人去救孫翊。邊鴻殺害孫翊後逃入山中，終被徐氏派人追捕擒獲。媯覽和戴員將殺害孫翊的罪責都推給邊鴻，並且下令斬首殺掉他，但孫翊的軍士與孫權的軍士都認為罪魁禍首是媯覽和戴員二人。廬江太守孫河得知孫翊被殺後火速趕到宛陵，說他們未能盡心職守，致使奸事變發生。媯覽和戴員認為「孫河與孫翊將軍疏遠只是遠房宗族，還這樣斥責我們。若是討虜將軍孫權前來，我們就無法活下去了。」於是又殺害了孫河，派人北上迎接揚州刺史劉馥，要劉馥領兵到歷陽，他們就在丹楊接應。當時媯覽接收了孫翊的兵權甚至連財物、侍妾們，連帶貌美的孫翊之妻徐氏也想占為己有，徐氏假意答應，暗中聯絡孫翊的部將孫高、傅嬰、徐元等人殺死媯覽和戴員，徐氏遂以二人首級祭奠夫君孫翊之墓。二哥孫權率軍到丹楊，又親自祭拜一次孫翊墓，事後升任孫高、傅嬰二人為牙門將，賞賜金銀玉帛。

## 家庭

### 祖父
- 孫鍾，孫堅之父。

### 父母
- 孫堅，父親，東漢破虜將軍，在與黃祖的作戰中因中流矢而陣亡，拜烏程侯，孫權稱帝後追諡其父親為武烈皇帝。
- 吳夫人，母親，孫堅元配妻子，孫權稱帝後追諡其母親為武烈皇后。

### 伯叔父
- 孫羌，孫堅之兄，伯父。
- 孫靜，孫堅之弟，叔父。

### 兄弟
- 孫策，長兄，東漢討逆將軍，吳國奠基者，拜吳侯，孫權稱帝後追諡其長兄為長沙桓王。
- 孫權，次兄，吳大帝，東吳開國君主。
- 孫匡，四弟，早死。
- 孫朗，庶弟，後遭孫權幽禁又逐出孫氏宗室。最後鬱鬱而終。

### 妹妹
- 孫夫人，名不詳，《三國演義》寫其名孫仁。戲曲稱作孫尙香，後嫁劉備。

### 妻子
- 徐夫人，擅長占卜，又設計殺死媯覽和戴員為孫翊報仇。

### 兒子
- 孫松，字子喬，射聲校尉，封都鄉侯。黃龍三年卒。

## 部下
- 媯覽、戴員、邊鴻，杀害孫翊。
- 徐元[4]、孙高、傅婴，帮助孫翊妻徐氏杀死媯覽、戴員，孙权任命孫高、傅嬰为牙门，徐元等參與者受賞金帛，其門戶也享有特別待遇。

## 評價
陈寿：翊骁悍果烈，有兄策风。

## 延伸阅读
[在维基数据编辑]
 《三國志·卷51》，出自陳壽《三國志》